# Каргарка маврикійська
Каргарка маврикійська (Alopochen mauritiana) — вимерлий вид качок. Птах був ендеміком острова Маврикій у центральній частині Індійського океану. Єдиними зразками виду є дві кістки капрометакарпа з болота Маре-о-Сонж. Проте про птаха відомо з численних звітів мандрівників. Він був досить численним, але в у 1693 році французький дослідник Франсуа Легуа вважав їх рідкісними, а голландський губернатор Маврикію Рулоф Деодаті оголосив їх вимерлими в 1698 році.